# 31641 Cevasco
31641 Cevasco è un asteroide della fascia principale. Scoperto nel 1999, presenta un'orbita caratterizzata da un semiasse maggiore pari a 2,4371669 UA e da un'eccentricità di 0,1296257, inclinata di 1,21344° rispetto all'eclittica.